# Sven-Åke Lundbäck
Sven-Åke Lundbäck, född 26 januari 1948 i Töre i Norrbotten, är en svensk före detta längdskidåkare. Han är en av de få skidåkare som lyckats med att vinna OS-guld (1972, 15 kilometer), VM-guld (1978, 50 kilometer) och Vasaloppet (1981). Han ingick också som startman i Sveriges lag som blev världsmästare i stafett 1978.

## Biografi

### OS och VM
Vid mästerskapsdebuten i Sapporo placerade han sig även som 13:e på 30 km samt körde slutsträckan i stafettlaget som kom på 4:e plats. Han fick avstå femmilen på grund av en halskatarr.
Vid VM i Falun 1974 blev placeringarna 14 på 30 km, 7 på 15 km samt 4 på 50 km. Han skulle har kört tredje sträckan i Sveriges stafettlag som diskades på första sträckan.
Vid OS 1976 i Innsbruck tävlade han på samtliga distanser. Placeringarna blev 35 på 30 km, 30 på 15 km samt 16 på 50 km. I stafettlaget som placerade sig på 4:e plats körde Lundbäck slutsträckan.
Vid VM i Lahtis 1978 blev han förutom dubbel världsmästare även placerad som 6:e man både på 30 och 15 kilometer.
Sitt sista större mästerskap gjorde Sven-Åke Lundbäck 1980 vid OS i Lake Placid. Han blev 17:e på 30 km, stod över 15 km, körde startsträckan i Sveriges stafettlag som blev 5:a samt blev bäste svensk på femmilen med sin 8:e-placering.

### Andra skidtävlingar
Sven Åke Lundbäck har dessutom vunnit Svenska skidspelens 30 km 1975 och 1979. Dessutom vann han Holmenkollens femmil 1976.
Svensk mästare blev han 1976 och 1978 på 15 kilometer, 1971 samt 1975–1978 på 30 kilometer och 1976–1978 på 50 kilometer.
Lundbäcks ryck i en flack men seg uppförsbacke före Oxberg i Vasaloppet 1981 gjorde att backen senare har fått det officiella namnet "Lundbäcksbacken".

### Senare år, andra aktiviteter
Han är gift med tidigare längdåkaren Lena Carlzon-Lundbäck. Tillsammans har de en dotter och en son, vilka också tävlar i längdåkning. I många år arbetade Lundbäck på Bergviksskolan i Luleå som idrottslärare. År 2011, då skolan lades ner, gick han i pension.
2014 medverkade Lundbäck i SVT:s program Mästarnas mästare.
När Thomas Wassberg blev tilldelad Bragdguldet 1980 vägrade han ta emot det med hänvisning till att Sven-Åke Lundbäck inte fick priset 1978 (ett år då Lundbäck vann två VM-guld). Wassberg tog dock emot priset i december 2013 (samma år som Johan Olsson fick motta årets bragdguld för sin VM-seger på 50 km).